# Vendaval (telenovela)
Vendaval é uma telenovela brasileira produzida e exibida pela RecordTV entre 12 de março e 18 de setembro de 1973, em 190 capítulos, às 20h30, substituindo Quero Viver e sendo substituída por Vidas Marcadas. Baseada no romance O Morro dos Ventos Uivantes, de Emily Brontë, foi escrita por Ody Fraga e dirigida por Waldemar de Moraes. Sucesso de público, teve uma cena refeita em 2023 por Sidney Sampaio e Graziella Schmitt para o especial Record 70 Anos.
Conta com Hélio Souto, Joana Fomm, Jonas Mello, Lílian Lemmertz, Ewerton de Castro, Eugênia de Domênico, Lia de Aguiar e Silvana Lopes nos papéis principais.
Dos 190 capítulos exibidos,apenas um compacto de 155 capítulos reprisado em 1975 e 1976 foi preservado.
Enfretou problemas com a censura,já que abordava temas como usurpação,revolução e preconceito racial.

## Enredo
Em 1890, o coronel Cavalcante volta de viagem trazendo o pequeno órfão Alfredo, que passa a ser criado junto com seus filhos Catarina, que se apaixona por ele, e Rodolfo, que o odeia e se sente preterido. Após a morte dos pais, já na juventude, Rodolfo passa a humilhar o órfão, a ponto de coloca-lo para morar na antiga senzala, enquanto Catarina se casa com o rico Edgar para manter o status da família. Alfredo decide ir embora para São Paulo e, após 5 anos, volta à fazenda Vendaval formado em direito e rico, disposto a se vingar dos irmãos.
Ele se casa com Isabella, irmã de Edgar, que logo descobre que o marido é um homem amargo e obcecado por vingança, o que lhe faz adoecer. Enquanto isso Francine, esposa de Rodolfo, se desgasta com o marido torrando todo dinheiro em bebedeira e jogos de azar. Tudo isso é observado pela governanta Suzana, que escreve em seu diário para os descendentes.

## Elenco
| Ator/Atriz          | Personagem          |
| ------------------- | ------------------- |
| Hélio Souto         | Alfredo Cavalcante  |
| Joana Fomm          | Catarina Cavalcante |
| Jonas Mello         | Rodolfo Cavalcante  |
| Lílian Lemmertz     | Isabel Linhares     |
| Ewerton de Castro   | Edgar Linhares      |
| Eugênia de Domênico | Francine Cavalcante |
| Lia de Aguiar       | Sara Linhares       |
| Silvana Lopes       | Madame Suzana       |
| Fernando Balleroni  | Zé Macumba          |
| Sebastião Campos    | César               |
| Edy Cerri           | Candinha            |
| Tácito Rocha        | William             |
| Mário Guimarães     | Heitor              |
| Zéluiz Pinho        | Rogério             |
| Osmano Cardoso      | Damião              |
| Oswaldo Mesquita    | Paulo               |
| Sílvio Francisco    | Rodrigo             |
| Cristina Mara       | Celina              |

### Participações especiais
| Ator/Atriz       | Personagem           |
| ---------------- | -------------------- |
| Rodolfo Mayer    | Marcondes Cavalcante |
| Wilma de Aguiar  | Manuela Cavalcante   |
| Elisa D'Agostino | Catarina (criança)   |
| Júlio César Cruz | Alfredo (criança)    |
| Maurício Reis    | Rodolfo (criança)    |